# Jezioro Wielka Łąka

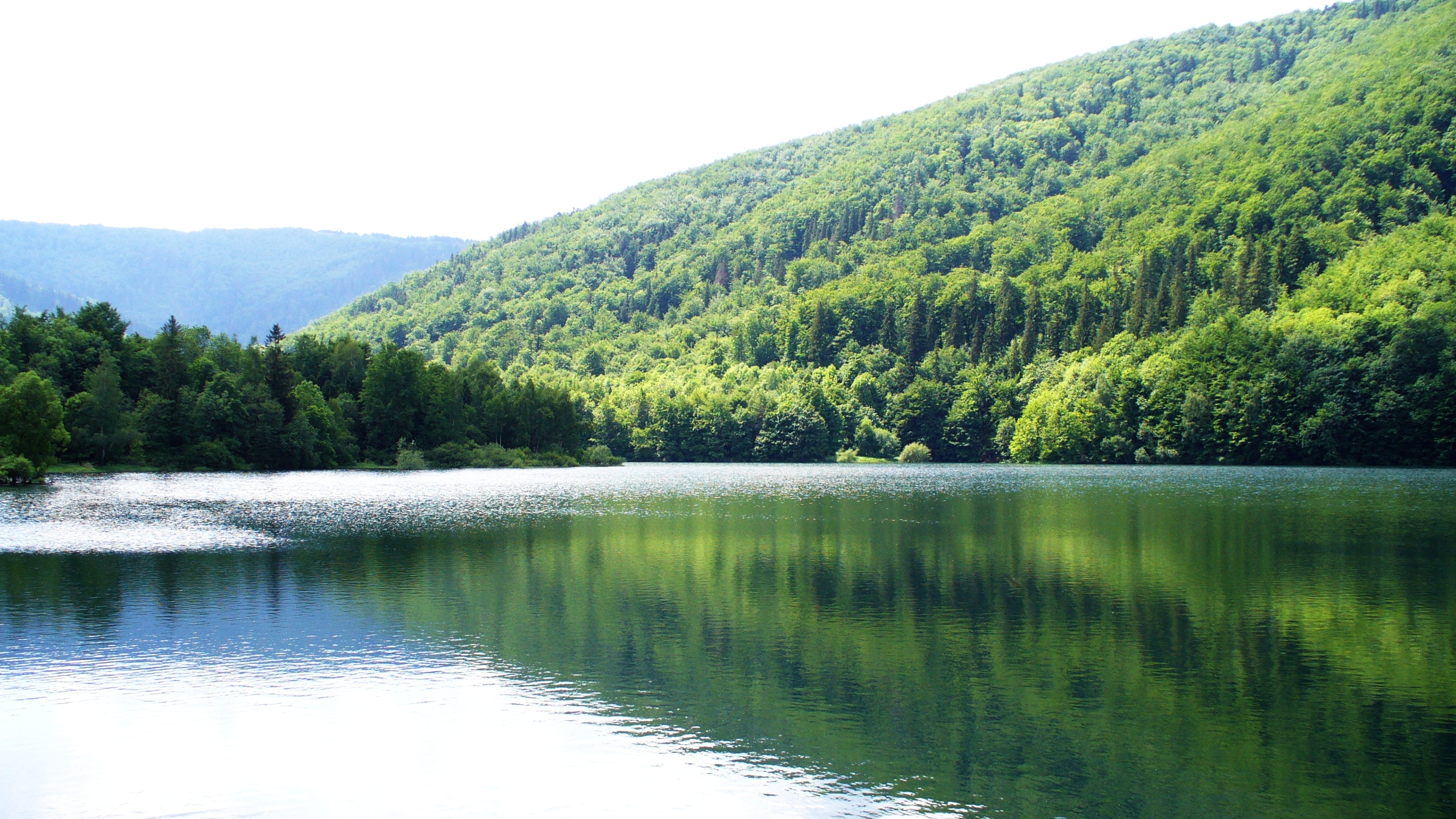
Blick vom See

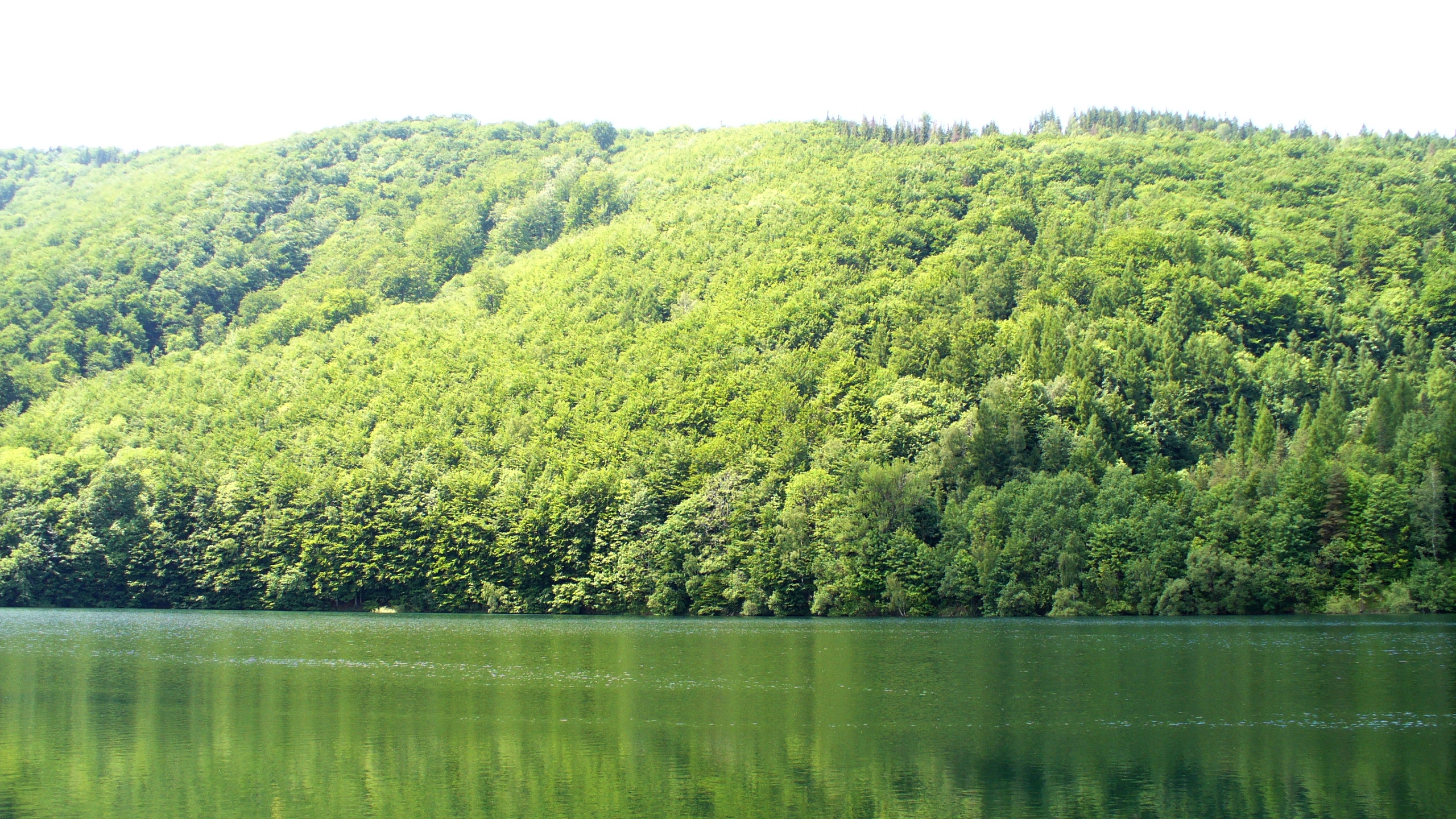
Blick vom See

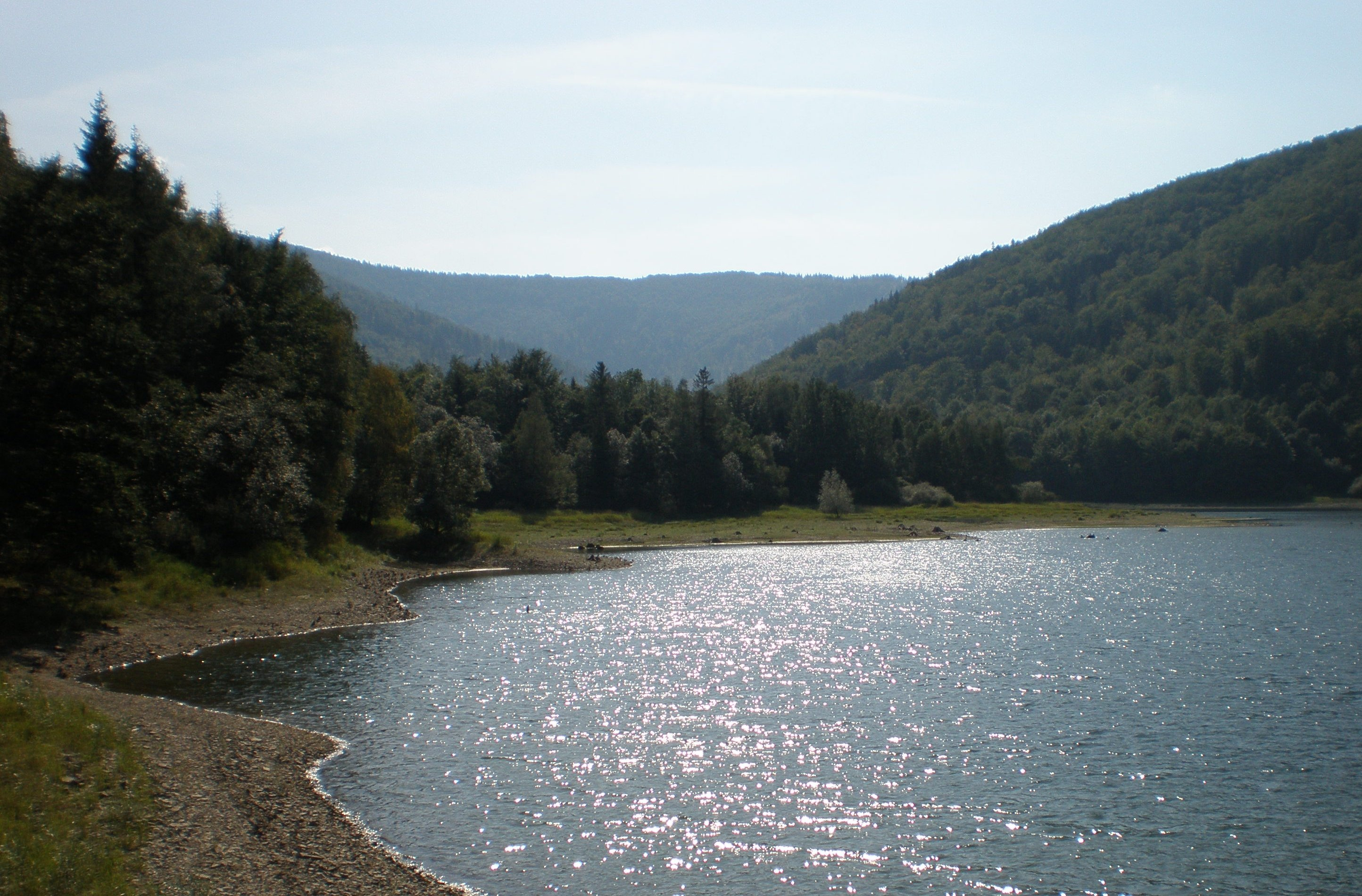
Uferlinie

Das Jezioro Wielka Łąka (deutsch: ‚Große-Wiese-See‘) ist ein Stausee an den Quellflüssen der Wapienica, in der polnischen Woiwodschaft Schlesien. Er liegt im Gebirgszug der Schlesischen Beskiden.

## Beschreibung
Hinter der 23 m hohen Staumauer wird das Wasser der Wapienica sowie kleinerer Zuflüsse aufgestaut. Bei Vollstau beinhaltet der Stausee 1,3 Millionen m³ Wasser. Die Wasserfläche beträgt dann 0,24 km².

## Geschichte
Der Beschluss, den Staudamm zu bauen, wurde 1911 gefasst. Der Bau wurde jedoch erst 1929 begonnen. Der Stausee wurde schließlich 1932 geflutet. Er wird als Frischwasserspeicher für Bielsko-Biała genutzt.

## Tourismus
Der See liegt in einem streng geschützten Naturreservat. Er ist grundsätzlich für Touristen nicht zugänglich. Von verschiedenen markierten Wanderwegen auf den nahegelegenen Bergen ist er jedoch sehr gut zu sehen.